# Iulian Boiko
Iulian Boiko (n. 22 septembrie 2005, Kiev, Ucraina) este un jucător ucrainean de snooker.  